# Cyphoidris

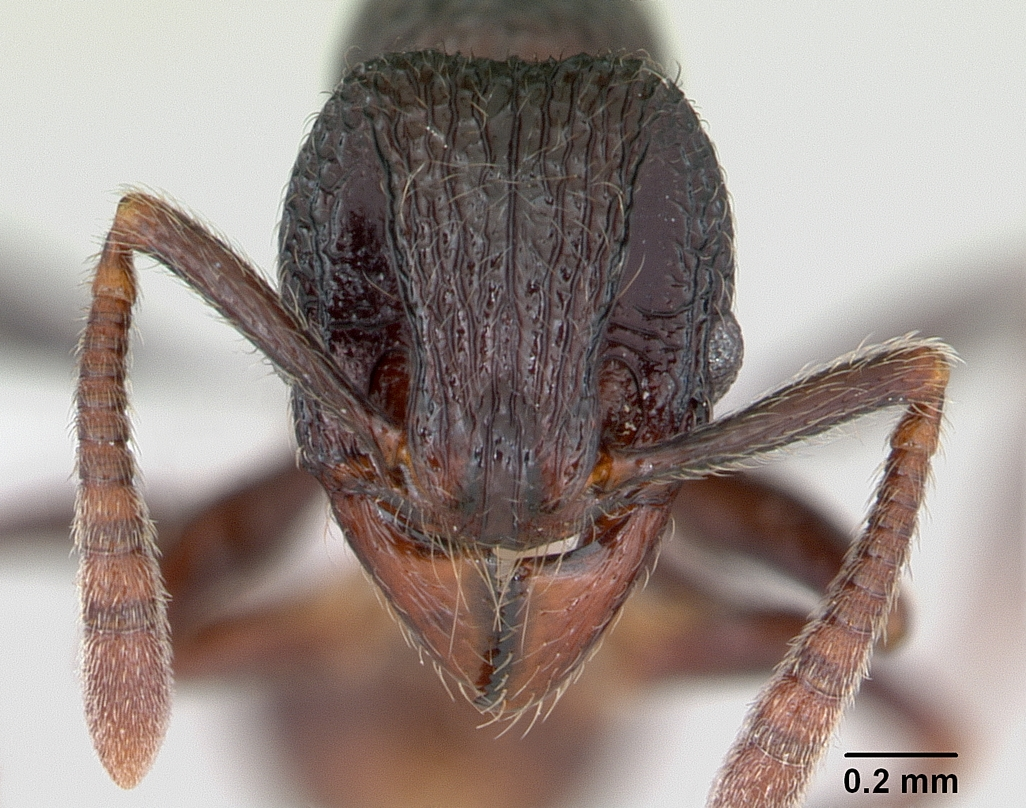
Cyphoidris exalta: голова спереди

Cyphoidris (лат.) — род мелких муравьёв трибы Crematogastrini (ранее в Stenammini) из подсемейства Myrmicinae (Formicidae).

## Распространение
Афротропика.

## Описание
Мелкие муравьи (длина около 4 мм) бурого цвета. Имеют 4члениковые максиллярные щупи ки и 3-члениковые нижнегубные щупики. Род Cyphoidris является единственным африканским представителем группы родов, близких к Lordomyrma, большинство из которых имеют индо-австралийское или неотропическое распространение. Cyphoidris близок к Lordomyrma, но отличается от него 12-сегментными усиками, уменьшенным числом члеников щупиков и проподеальным отростком, расположенным далеко вперед от края склонения.

## Систематика
Род относится к трибе Crematogastrini (ранее в Stenammini).
- Cyphoidris exalta Bolton, 1981
- Cyphoidris parissa Bolton, 1981
- Cyphoidris spinosa Weber, 1952 typus
- Cyphoidris werneri Bolton, 1981